# Stairway to Heaven/Highway to Hell
Make a Difference Foundation: Stairway To Heaven/Highway To Hell è un album pubblicato nel 1989 e distribuito dall'Etichetta Mercury Records.

## L'album
Pubblicato nel 1989, vede come protagonisti tutti i musicisti che hanno partecipato al Moscow Music Peace Festival. Fu realizzato dalla Make A Difference Foundation e distribuito dall'etichetta Mercury Records. I brani sono tutti cover di pezzi appartenenti ad artisti morti per abuso di droghe ed alcol.

## Tracce
1. Gorky Park - "My Generation" (The Who) 4:46
2. Skid Row - "Holidays In The Sun" (Sex Pistols) 3:35
3. Scorpions - "I Can't Explain" (The Who) 3:21
4. Ozzy Osbourne - "Purple Haze" (Jimi Hendrix) 4:21
5. Mötley Crüe - "Teaser" (Tommy Bolin) 5:18
6. Bon Jovi - "The Boys Are Back in Town" (Thin Lizzy) 4:03
7. Cinderella - "Move Over" (Janis Joplin) 3:24
8. Drum Madness - "Moby Dick" (Led Zeppelin) 5:54
9. Jam - "Hound Dog" (Elvis Presley) 3:19, "Long Tall Sally"/"Blue Suede Shoes" (Carl Perkins) 3:02, "Rock and Roll" (Led Zeppelin) 4:49

### Musicisti
- Cinderella: Tom Keifer, Fred Coury, Jeff LaBar, Eric Brittingham
- Gorky Park: Alexie Belov, Nikolaj Noskov, Sasha Minkov, Jan Ianenkov, Sasha Lvov
- Scorpions: Rudolf Schenker, Klaus Meine, Matthias Jabs, Francis Buchholz, Herman Rarebell
- Skid Row: Sebastian Bach, Dave Sabo, Rob Affuso, Rachel Bolan, Scotti Hill
- Mötley Crüe: Vince Neil, Nikki Sixx, Tommy Lee, Mick Mars
- Ozzy Osbourne: Ozzy Osbourne, Zakk Wylde, Randy Castillo, Geezer Butler, John Sinclair
- Bon Jovi: Jon Bon Jovi, Richie Sambora, Alec John Such, Tico Torres, David Bryan